# Farès Fellahi
Fares Fellahi, né à Sétif le 13 mai 1975, est un footballeur international algérien qui évolue au poste d'attaquant.
Il compte 8 sélections en équipe nationale entre 2003 et 2004.

## Clubs
- Minimes et cadets avec l'ES Sétif
- 1 année juniors avec l'USM Sétif  puis l'ES Sétif.
- en 1994-1995 rejoint le NA Hussein Dey une année
- 1996-1997 l'USM Annaba (journal compétition n°227 du samedi 2 mai 1998 page 9 ; interview avec fellahi fares (23ans) réalisée le 22 avril 1998).

- 1993-1994 : USM Sétif (D3)
- 1994-1995 : NA Hussein Dey (D2)
- 1997-2001 : ES Sétif (D1)
- 1996-1997 : USM Annaba (D2)
- 2001-2001 : MC Alger (D1)
- 2002-2006 : ES Sétif (D1)
- 2006-2007 : MSP Batna (D2) (18 buts championnat)
- 2007-2008 : MC El Eulma (D2)

## Statistiques
| Saison                | Club                  | Championnat           | Championnat | Championnat | Coupe(s) nationale(s) | Coupe(s) nationale(s) | Total | Total |
| Saison                | Club                  | Division              | M.          | B.          | M.                    | B.                    | M.    | B.    |
| 1993-1994             | USM Sétif             | 3                     | -           | -           | -                     | -                     | 0     | 0     |
| 1994-1995             | NA Hussein Dey        | 2                     | -           | -           | -                     | -                     | 0     | 0     |
| 1995-1996             | NAHussei Dey          | 2                     | -           | -           | -                     | -                     | 0     | 0     |
| 1996-1997             | USM Annaba            | 2                     | -           |             | -                     |                       | 0     | 0     |
| 1997-1998             | USMAnnaba             | 2                     | -           | 11          | -                     | 4                     | 0     | 15    |
| 1998-1999             | ES Sétif              | 1                     | -           | -           | -                     | -                     | 0     | 0     |
| 1999-2000             | ES Sétif              | 1                     | -           | 5           | -                     | -                     | 0     | 5     |
| 2000-2001             | ES Sétif              | 1                     | -           | 6           | -                     | -                     | 0     | 6     |
| 2001-2002             | MC Alger              | 1                     | 7           | 2           | -                     | -                     | 7     | 2     |
| 2001-2002             | ES Sétif              | 1                     | -           | 8           | -                     | -                     | 0     | 8     |
| 2002-2003             | ES Sétif              | 1                     | 28          | 16          | -                     | -                     | 28    | 16    |
| 2003-2004             | ES Sétif              | 1                     | 24          | 11          | -                     | -                     | 24    | 11    |
| 2004-2005             | ES Sétif              | 1                     | 18          | 9           | -                     | -                     | 18    | 9     |
| 2005-2006             | ES Sétif              | 1                     | 18          | 0           | -                     | -                     | 18    | 0     |
| 2006-2007             | MSP Batna             | 2                     | 24          | 18          | -                     | -                     | 24    | 18    |
| 2007-2008             | MC El Eulma           | 2                     | 30          | 24          | -                     | -                     | 30    | 24    |
| 2008-2009             | CA Batna              | 2                     | -           | -           | -                     | -                     | 0     | 0     |
| 2009-2010             | USM Sétif             | 2                     | -           | -           | -                     | -                     | 0     | 0     |
| 2010-2011             | MO Constantine        | 2                     | -           | -           | -                     | -                     | 0     | 0     |
| Total sur la carrière | Total sur la carrière | Total sur la carrière | 200         | 97          | 29                    | 6                     | 229   | 103   |

## Matchs en sélection
- 3 février 2004 : Zimbabwe 2-1 Algérie
- 26 septembre 2003 : Algérie 0-0 Burkina Faso
- 24 septembre 2003 : Algérie 2-2 Gabon (1 but)
- 4 septembre 2003 : Algérie 1-0 Qatar
- 6 juillet 2003 : Tchad 0-0 Algérie
- 29 mai 2003 : Algérie 0-1 Burkina Faso
- 24 avril 2003 : Algérie 3-1 Madagascar (1 but)
- 29 mars 2003 : Angola 1-1 Algérie (1re sélection)